# Kościół Świętych Apostołów Piotra i Pawła w Kurzycku
Kościół pw. Świętych Apostołów Piotra i Pawła w Kurzycku – kościół filialny parafii Najświętszej Maryi Panny Częstochowskiej w Czelinie.

## Opis
Kościół salowy w stylu gotyckim, z kamienia polnego, ciosów granitowych i cegły; wieża w stylu neogotyckim. Wewnątrz znajduje się (niekompletny) wczesnobarokowy ołtarz z 1704 r. mistrza Hattenkerella z Morynia. Świątynia usytuowana jest w centralnej części miejscowości przy skrzyżowaniu dróg na wzgórzu. Działka kościelna wygrodzona jest murem kamiennym, ozdobiona szpalerem lip i elementami dawnego cmentarza.

## Historia
Zbudowany został w 1. poł. XIV w. W 1611 r. dobudowano wieżę, w 1692 r. gruntownie odnowiony. W 1888 r. wieżę ponownie wzniesiono od podstaw w stylu neogotyckim, w formie baszty obronnej z krenelażem i bastejami w narożnikach, zmieniono również kryptę na prezbiterium i poszerzono okna.
Do 1673 r. kościół był filią parafii w Mieszkowicach, w latach 1673–1741 filią Czelina, od 1741 r. do połowy XIX w. powtórnie filią Mieszkowic, następnie do 1945 r. filią Czelina. Od 25.04.1973 do 02.12.2000 był kościołem parafialnym, po czym stał się ponownie filią Czelina.